# Bolitophila rectangulata
Bolitophila rectangulata är en tvåvingeart som beskrevs av Lundstrom 1913. Bolitophila rectangulata ingår i släktet Bolitophila och familjen smalbensmyggor. Arten har ej påträffats i Sverige. Inga underarter finns listade i Catalogue of Life.